# Radagast
Radagast, o Castanho, ou Aiwendil, é um personagem fictício das obras do professor e filólogo britânico J. R. R. Tolkien. Ele é um dos Istari, também conhecidos como "Magos", que foram enviados pelos espíritos Valar para ajudar os Elfos e os Homens da Terra Média em sua luta contra o Senhor das Trevas, Sauron. Radagast aparece em O Senhor dos Anéis e Contos Inacabados, e é mencionado em O Hobbit e O Silmarillion.

## Literatura
Contos Inacabados explica que Radagast, como os outros magos, veio de Valinor por volta do ano 1000 da Terceira Era da Terra Média e foi um dos Maiar. Seu nome original era Aiwendil, que significa ave-amiga na língua fictícia do Quenya, criada por Tolkien. A Vala Yavanna forçou o mago Saruman a aceitar Radagast como companheiro, que, Tolkien diz, pode ter sido uma das razões para que Saruman tivesse desprezo por ele, a ponto de chamá-lo com desdém de "simples" e "um tolo". No entanto, ele era um aliado e confidente de Gandalf, que o descreve em O Hobbit como seu "primo". Ele também era amigo do transmorfo Beorn, que o considerava "não um mau companheiro como magos vão" e também disse a Gandalf que ele "costumava vê-lo de vez em quando".
Radagast viveu durante grande parte de seu tempo na Terra Média em Rhosgobel nos Vales do Anduin, no beiral do oeste da Floresta das Trevas, entre Carrock e a Floresta da Velha Estrada, perto dos Campos de Lis, o seu nome deriva do Sindarin rhosc gobel que significa "aldeia marrom". Radagast tinha uma forte afinidade e de relacionamento com animais silvestres, e parecia que sua maior preocupação era com o Kelvar e o Olvar (flora e fauna) da Terra Média. Ele era mais sábio do que qualquer homem em todas as coisas concernentes a ervas e animais. Diz-se que ele falava muitas línguas dos pássaros, e era um "mestre de formas e mudanças de tonalidade". Radagast também é descrito por Gandalf como "nunca um viajante, menos que impulsionado pela grande necessidade", "um assistente digno" e "honesto".
Em The Fellowship of the Ring, Radagast foi involuntariamente utilizado por Saruman para atrair Gandalf a sua torre de Orthanc, onde Gandalf foi capturado. No entanto, Radagast também ajudou involuntariamente a resgatá-lo através do envio de Gwaihir, a Águia, para Orthanc com a notícia dos movimentos de forças de Sauron. Quando Gwaihir viu que Gandalf foi preso no topo da torre, ele carregou-o para a segurança antes de Saruman percebeu que ele tinha ido embora.
A única outra referência a Radagast em O Senhor dos Anéis é depois do Conselho de Elrond, quando se decide convocar todos os aliados contra Sauron juntos. Batedores são enviados para procurar ajuda, e é relatado que Radagast não esta em sua casa em Rhosgobel e não pode ser encontrado. Tolkien não menciona o que aconteceu com Radagast, e ele não desempenha nenhum outro papel em eventos.
Tolkien escreveu que ele desistiu de sua missão como um dos magos, tornando-se demasiadamente obcecado com animais e plantas. Ele também escreveu que ele não acreditava que o fracasso de Radagast era tão grande como Saruman e que podem, eventualmente, ter sido permitido (ou escolhido) para voltar para as Terras Imortais. No entanto, Christopher Tolkien observa em Contos Inacabados que a suposição de que Radagast falhou em sua tarefa pode não ser totalmente correta, considerando que ele foi especialmente escolhido por Yavanna, e pode ter sido designado para proteger a fauna e flora da Terra Média, uma tarefa que não terminaria com a derrota de Sauron e do fim da Guerra do Anel.

### Nomes e títulos
De acordo com o ensaio The Istari dos Contos Inacabados, o nome Radagast significa "concurso de feras" em adûnaico, outra das línguas ficcionais de Tolkien. No entanto, Christopher Tolkien indica que seu pai pretendia alterar essa derivação e trazer Radagast em linha com os outros nomes de magos, Gandalf e Saruman, associando-a com a antiga língua dos Homens do Vales do Anduin. Nenhum significado alternativo é fornecido com esta nova associação – de fato, Tolkien afirmou que o nome era "agora não claramente interpretável". Seu título 'O Castanho' é simplesmente uma referência a suas vestes terrenas-marrom; cada um dos magos tinha uma capa de uma cor diferente.
No mundo real, Radagast ou Rodogast é sobrevivente como uma variante do Radagaisus, o nome de um senhor da guerra Gótico que liderou uma invasão da Itália em 401. Radegast é também o nome de uma divindade da mitologia eslava.

## Adaptações

Sylvester McCoy como Radagast na série de filmes O Hobbit.

Radagast não foi incluído na série de filmes O Senhor dos Anéis de Peter Jackson. A fuga de Gandalf de Orthanc foi em vez instigada por uma mariposa que Gandalf utilizou para transmitir uma mensagem para as Águias. Em The Hobbit: An Unexpected Journey, de Jackson, o personagem (interpretado por Sylvester McCoy) é muito aprofundado, em comparação com o livro original em que ele é mencionado apenas uma vez. Ele é retratado como um excêntrico que prefere a companhia dos animais do que a dos homens, em um ponto usando seus poderes para curar um ouriço morrendo. Radagast é mostrado sendo capaz de comunicar-se com as aves; algum ninho em seu cabelo. No filme, ele é o primeiro mago a visitar Dol Guldur depois de perceber que um poder maligno que havia infectado a madeira de onde ele vivia. Ele descobre que um Necromante (Sauron) tinha tomado residência na fortaleza em ruínas. Em Dol Guldur ele encontrou o espírito do Rei-bruxo de Angmar, bem como a sombra do próprio Necromante, e foge com a lâmina Morgul retirada do Rei Bruxo.